# (33147) 1998 DD9
1998 DD9 (asteroide 33147) é um asteroide da cintura principal. Possui uma excentricidade de 0.14287070 e uma inclinação de 10.05021º.
Este asteroide foi descoberto no dia 22 de fevereiro de 1998 por NEAT em Haleakala.